# Comphotis sophistes
Comphotis sophistes is een vlindersoort uit de familie van de prachtvlinders (Riodinidae), onderfamilie Riodininae.
Comphotis sophistes werd in 1868 beschreven door H. Bates.